# Regierungsbezirk Darmstadt
Darmstadt is een van drie Regierungsbezirke (regio's) van Hessen, een deelstaat van Duitsland.
| Kreise (districten) | Kreisfreie Städte (stadsdistricten)                 |
| --- | --------------------------------------------------- |
| 1. Bergstraße 2. Darmstadt-Dieburg 3. Groß-Gerau 4. Hochtaunuskreis 5. Main-Kinzig-Kreis 6. Main-Taunus-Kreis 7. Odenwaldkreis 8. Offenbach 9. Rheingau-Taunus-Kreis 10. Wetteraukreis | 1. Darmstadt 2. Frankfurt 3. Offenbach 4. Wiesbaden |